# Saint-Colomb-de-Lauzun
Saint-Colomb-de-Lauzun est une commune du Sud-Ouest de la France, située dans le département de Lot-et-Garonne (région Nouvelle-Aquitaine).
Ses habitants sont appelés les Saint-Colombins, Saint-Colombines.

## Géographie

### Localisation
Saint-Colomb-de-Lauzun est une des communes du pays du Dropt.
La commune la plus proche est Lauzun, située à un kilomètre au nord, chef-lieu de canton dans l'arrondissement de Marmande.

### Communes limitrophes
Les communes limitrophes sont Bourgougnague, Lauzun, Lavergne, Montignac-de-Lauzun, Ségalas et Sérignac-Péboudou.
|               | Lauzun                 |                   |
| Bourgougnague | Saint-Colomb-de-Lauzun | Sérignac-Péboudou |
| Lavergne      | Montignac-de-Lauzun    | Ségalas           |

### Géologie et relief
Le paysage local est vallonné.

### Climat
Pour des articles plus généraux, voir Climat de la Nouvelle-Aquitaine et Climat de Lot-et-Garonne.
Historiquement, la commune est exposée à un climat océanique aquitain.  
En 2020, Météo-France publie une typologie des climats de la France métropolitaine dans laquelle la commune est exposée à un climat océanique et est dans la région climatique Aquitaine, Gascogne, caractérisée par une pluviométrie abondante au printemps, modérée en automne, un faible ensoleillement au printemps, un été chaud (19,5 °C), des vents faibles, des brouillards fréquents en automne et en hiver et des orages fréquents en été (15 à 20 jours).
Pour la période 1971-2000, la température annuelle moyenne est de 13,1 °C, avec une amplitude thermique annuelle de 15,4 °C. Le cumul annuel moyen de précipitations est de 802 mm, avec 11,2 jours de précipitations en janvier et 6,7 jours en juillet. Pour la période 1991-2020, la température moyenne annuelle observée sur la station météorologique la plus proche, située sur la commune de Cancon à 15 km à vol d'oiseau, est de 13,4 °C et le cumul annuel moyen de précipitations est de 852,4 mm,. Pour l'avenir, les paramètres climatiques de la commune estimés pour 2050 selon différents scénarios d'émission de gaz à effet de serre sont consultables sur un site dédié publié par Météo-France en novembre 2022.

## Urbanisme

### Typologie
Au 1er janvier 2024, Saint-Colomb-de-Lauzun est catégorisée commune rurale à habitat très dispersé, selon la nouvelle grille communale de densité à sept niveaux définie par l'Insee en 2022.
Elle est située hors unité urbaine et hors attraction des villes,.

### Occupation des sols

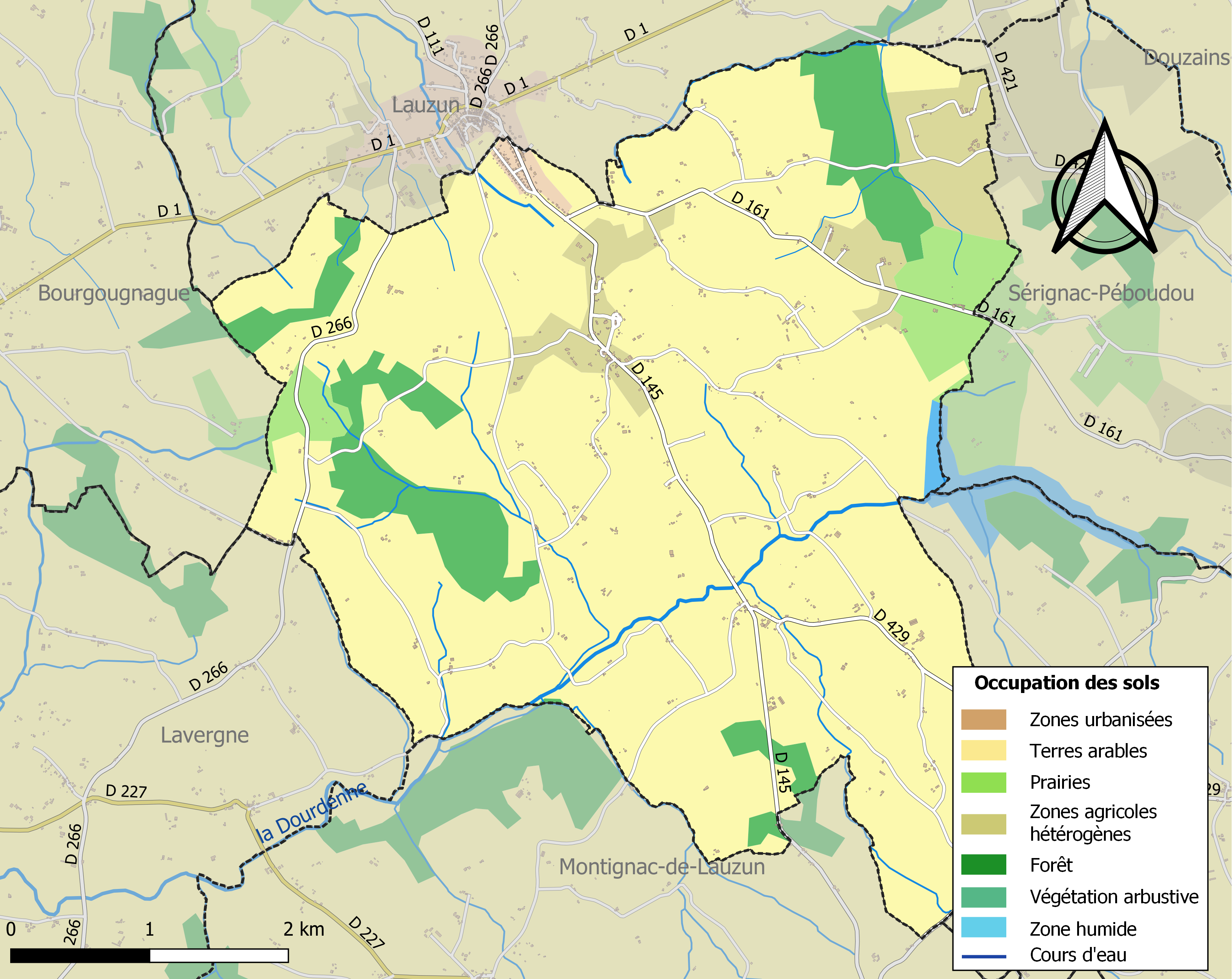
Carte des infrastructures et de l'occupation des sols de la commune en 2018 (CLC).

L'occupation des sols de la commune, telle qu'elle ressort de la base de données européenne d’occupation biophysique des sols Corine Land Cover (CLC), est marquée par l'importance des territoires agricoles (90,4 % en 2018), une proportion identique à celle de 1990 (90,4 %). La répartition détaillée en 2018 est la suivante : 
terres arables (80,2 %), forêts (8,8 %), zones agricoles hétérogènes (6,5 %), prairies (3,7 %), zones urbanisées (0,5 %), eaux continentales (0,3 %). L'évolution de l’occupation des sols de la commune et de ses infrastructures peut être observée sur les différentes représentations cartographiques du territoire : la carte de Cassini (XVIIIe siècle), la carte d'état-major (1820-1866) et les cartes ou photos aériennes de l'IGN pour la période actuelle (1950 à aujourd'hui).

### Risques majeurs
Le territoire de la commune de Saint-Colomb-de-Lauzun est vulnérable à différents aléas naturels : météorologiques (tempête, orage, neige, grand froid, canicule ou sécheresse), inondations, mouvements de terrains et séisme (sismicité très faible). Un site publié par le BRGM permet d'évaluer simplement et rapidement les risques d'un bien localisé soit par son adresse soit par le numéro de sa parcelle.
Certaines parties du territoire communal sont susceptibles d’être affectées par le risque d’inondation par une crue à  débordement lent de cours d'eau, notamment la Dourdenne. La commune a été reconnue en état de catastrophe naturelle au titre des dommages causés par les inondations et coulées de boue survenues en 1982, 1983, 1990, 1993, 1994, 1999 et 2009,.
Les mouvements de terrains susceptibles de se produire sur la commune sont des affaissements et effondrements liés aux cavités souterraines (hors mines) et des tassements différentiels. Afin de mieux appréhender le risque d’affaissement de terrain, un inventaire national permet de localiser les éventuelles cavités souterraines sur la commune.

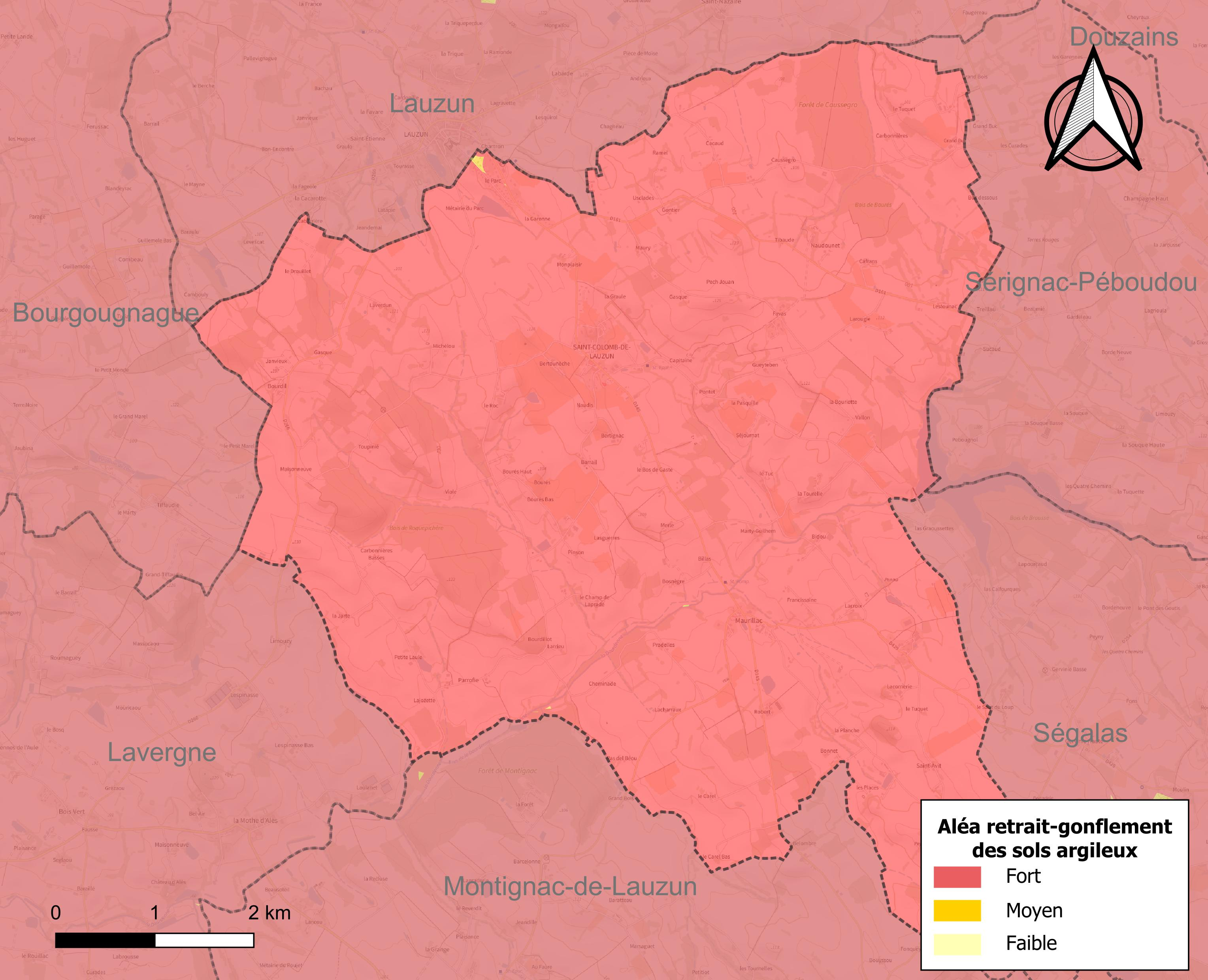
Carte des zones d'aléa retrait-gonflement des sols argileux de Saint-Colomb-de-Lauzun.

Le retrait-gonflement des sols argileux est susceptible d'engendrer des dommages importants aux bâtiments en cas d’alternance de périodes de sécheresse et de pluie. La totalité de la commune est en aléa moyen ou fort (91,8 % au niveau départemental et 48,5 % au niveau national). Depuis le 1er octobre 2020, en application de la loi ELAN, différentes contraintes s'imposent aux vendeurs, maîtres d'ouvrages ou constructeurs de biens situés dans une zone classée en aléa moyen ou fort,.
Concernant les mouvements de terrains, la commune a été reconnue en état de catastrophe naturelle au titre des dommages causés par la sécheresse en 1989, 1991, 2003, 2005, 2011 et 2017 et par des mouvements de terrain en 1999.

## Histoire
Historique du nom de la commune
La commune devrait son nom à saint Colomban qui, arrivé d'Irlande avec douze compagnons en l'an 580 pour un périple évangélisateur en Europe, aurait selon la légende prêché dans la région.
- 1794 : Saint-Colomb
- 1801 : (Bulletin des lois) Sainte-Coulombe
- Après 1801 : Saint-Colomb
- 1923 : Saint Colomb de Lauzun

## Politique et administration
| Période                                  | Période  | Identité     | Étiquette | Qualité                                                    |
| ---------------------------------------- | -------- | ------------ | --------- | ---------------------------------------------------------- |
| Les données manquantes sont à compléter. |          |              |           |                                                            |
|                                          |          |              |           |                                                            |
| mars 1983                                | mai 2020 | Luc Macouin  | DVD       | Exploitant agricole Président de la communauté de communes |
| mai 2020                                 | En cours | Nicolas Gris |           |                                                            |

## Démographie
L'évolution du nombre d'habitants est connue à travers les recensements de la population effectués dans la commune depuis 1800. Pour les communes de moins de 10 000 habitants, une enquête de recensement portant sur toute la population est réalisée tous les cinq ans, les populations de référence des années intermédiaires étant quant à elles estimées par interpolation ou extrapolation. Pour la commune, le premier recensement exhaustif entrant dans le cadre du nouveau dispositif a été réalisé en 2006.

En 2022, la commune comptait 474 habitants, en évolution de −1,25 % par rapport à 2016 (Lot-et-Garonne : −0,18 %, France hors Mayotte : +2,11 %).
| 1800  | 1806  | 1821  | 1831  | 1836  | 1841  | 1846  | 1851  | 1856 |
| ----- | ----- | ----- | ----- | ----- | ----- | ----- | ----- | ---- |
| 1 109 | 1 124 | 1 134 | 1 125 | 1 240 | 1 235 | 1 153 | 1 055 | 989  |

| 1861 | 1866 | 1872 | 1876 | 1881 | 1886 | 1891 | 1896 | 1901 |
| ---- | ---- | ---- | ---- | ---- | ---- | ---- | ---- | ---- |
| 932  | 936  | 920  | 875  | 865  | 803  | 764  | 708  | 653  |

| 1906 | 1911 | 1921 | 1926 | 1931 | 1936 | 1946 | 1954 | 1962 |
| ---- | ---- | ---- | ---- | ---- | ---- | ---- | ---- | ---- |
| 633  | 651  | 591  | 609  | 596  | 591  | 577  | 546  | 488  |

| 1968 | 1975 | 1982 | 1990 | 1999 | 2006 | 2011 | 2016 | 2021 |
| ---- | ---- | ---- | ---- | ---- | ---- | ---- | ---- | ---- |
| 449  | 457  | 489  | 464  | 434  | 477  | 509  | 480  | 473  |

| 2022 | - | - | - | - | - | - | - | - |
| ---- | - | - | - | - | - | - | - | - |
| 474  | - | - | - | - | - | - | - | - |

## Économie

### Agriculture
Une des productions traditionnelles est la culture en verger de la prune d'Ente qui permet d'obtenir après séchage et réhydratation le pruneau d'Agen.

## Lieux et monuments
- Église Saint-Colomban, de style roman, des XIe, XIVe et XVe siècles

Inscription à l'inventaire des monuments historiques par arrêté du 22 février 1927. Les trois nefs sont du XIVe siècle ainsi que le portail. 
- Église Saint-Eutrope de Maurillac du XIIe siècle, magnifiquement restaurée, se situe à Maurillac, commune rattachée à Saint-Colombde Lauzun, sur la route de Cancon.
- On peut également visiter sur les hauteurs du village un calvaire.
- En architecture civile, est élevé sur la commune le  château de la Tourelle.
- Encore en activité en automne, en bordure du village, sur la route de Monbahus se situe la coopérative de séchage de la prune d'ente et son four à prune. Le fruit séché obtenu sert de base à la confection du célèbre pruneau d'Agen.

En sortie du village, sur la hauteur, à droite en direction de Lauzun, est édifiée une salle polyvalente polygonale de style contemporain élevée dans des années 80 et particulièrement bien intégrée au paysage, œuvre de l'architecte local Jacques Bergson (1937-1993). 
- Également à voir, la magnifique mairie située dans un ancien corps de ferme à colombages  et un pigeonnier du XVIIIe siècle attenant, tous deux admirablement restaurés dans la pure tradition du Sud-Ouest.

## Personnalités liées à la commune
Saint Colomban (543-615), moine irlandais évangélisateur.
Anthony Rouault, joueur de football professionnel au Toulouse FC, il passa son enfance dans la ville.